# Jan-Baptist Van Acker

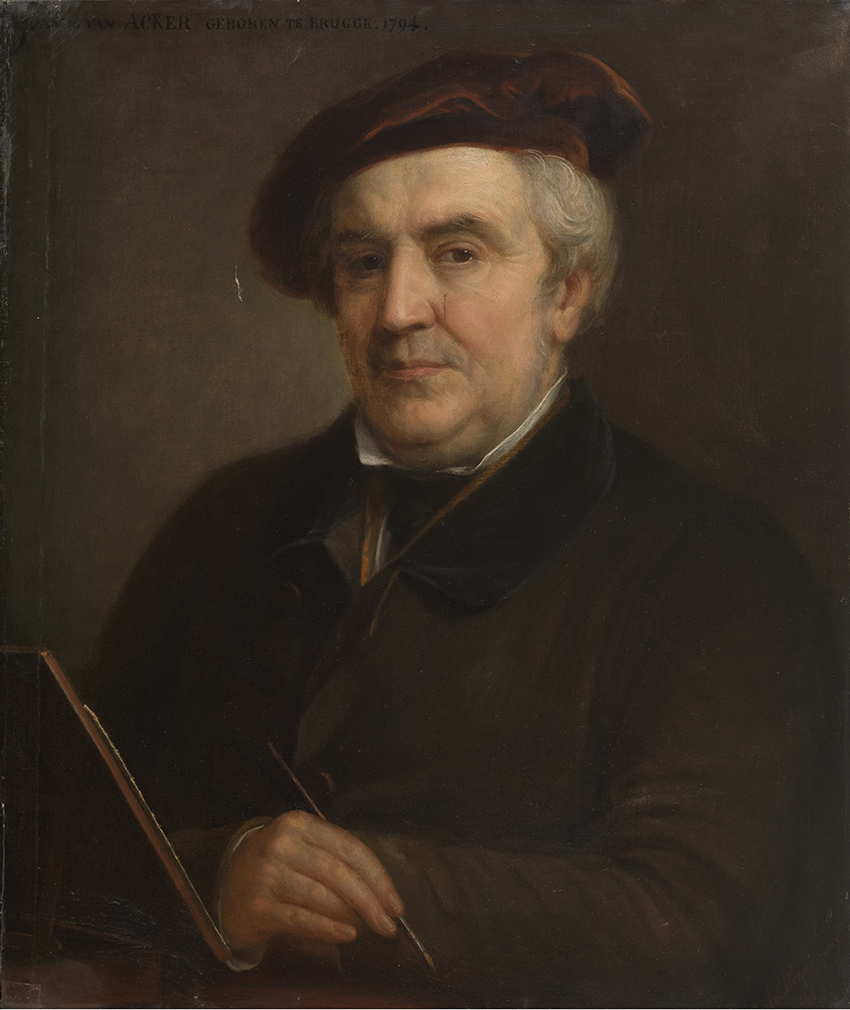
Jan-Baptist Van Acker

Jan-Baptist Van Acker (Brugge, 1 november 1794 – aldaar, 15 juni 1863) was een Belgisch kunstschilder, bekend als deel uitmakende van de Brugse School.

## Levensloop
Van Acker volgde lessen aan de Academie voor Schone Kunsten Brugge bij Joseph-François Ducq. Hij trok vervolgens naar Parijs en verwierf er bekendheid als schilder van portretten in miniatuur, op karton, papier of ivoor. Zo maakte hij een portret van de uit Brugge afkomstige schilder François Kinsoen, miniatuurportret dat uiteindelijk in het Groeningemuseum in Brugge is terechtgekomen.
Na 1840 was hij een tijdlang in dienst van het koninklijk hof in Brussel en verbleef ook een tijdje in Engeland. Daarna kwam hij naar Brugge terug.